# Zambelli Unternehmensgruppe
Zambelli (Zambelli Holding GmbH) ist eine Firmengruppe mit Hauptsitz im niederbayerischen Grafenau im Ortsteil Haus im Wald, Landkreis Freyung-Grafenau. Die Gruppe ist in der Herstellung, im Vertrieb und im Einbau von Metallprodukten tätig.

## Produkte
Zambelli bietet Produkte für die Geschäftsbereiche Dachentwässerung (Rinnen, Rohre), Gebäudehülle (Metalldachsysteme, Fassadensysteme) und Regalsysteme (für Archive, Bibliotheken und Museumsdepots) an und ist darüber hinaus Zulieferer in den Geschäftsbereichen industrielle Metallbearbeitung, Caravaning und Heiztechnik.

## Geschichte

### Gründung und frühe Jahre
Franz und Carlo Zambelli Sopalù gründeten 1957 das Familienunternehmen zunächst zur Instandsetzung von Kirchendächern. 1974 wurde an die Firma der Zambellibrüder ein Fertigungsbetrieb für Bedachungselemente angegliedert. Man begann mit der Herstellung von Dachentwässerungselementen und mit der Metallverarbeitung. 1976 erwarb Franz Zambelli ein Stahlmöbelunternehmen in Wegscheid, die heutige Zambelli Metalltechnik GmbH & Co. KG. 1977 wurde das Metalldachsystem Rib-Roof auf dem europäischen Markt eingeführt.
1982 verstarb Carlo Zambelli. 1991 wurde das Unternehmen Zambelli-Technik, spol. s r.o. (Eigenschreibweise: Zambelli-technik) in Krumau, Tschechien gegründet. 1998 setzte Firmenmitbegründer Franz Zambelli einen externen Beirat für das Familienunternehmen ein.

### Entwicklungen und Expansion ab den 2000ern
Franz Zambelli gab im Jahr 2003 die Geschäftsführung an Andreas von Langsdorff und Franz Grill ab. 2005 wurde ein weiteres Werk in Budweis mit einer Produktionsfläche von 10.000 Quadratmetern und einer Bürofläche von 2.500 Quadratmetern erworben. Im Jahr 2006 entstand eine weitere Tochtergesellschaft in Sfântu Gheorghe, Rumänien, die Zambelli metal s.r.l.
2007 wurde die Zambelli Rib-Roof GmbH & Co. KG gegründet und die entsprechenden Aktivitäten im Metalldach aus der Zambelli Fertigung GmbH & Co. KG ausgegliedert. 2008 übernahm die Zambelli Metalltechnik GmbH & Co. KG in Wegscheid die Ronniger Regalsysteme GmbH in Hamm in Rheinland-Pfalz.
Zambelli kaufte die österreichische Entlesberger GmbH im Jahre 2007, die italienische Firma Fa-Vol s.r.l. im Jahr 2009 und im darauffolgenden Jahr die ungarische Firma Colorferr Kft. in Györköny, Ungarn, welche auf Zambelli Colorferr Kft. umfirmiert wurde.
Im Februar 2015 starb Firmengründer Franz Zambelli. Die Gesellschaftsanteile lagen seitdem bei den Töchtern Marietta und Regina Zambelli sowie bei Ursula Zambelli. Auch die Enkelkinder des Unternehmensgründers waren bereits zum Teil im Unternehmen aktiv. In 2016 standen Umstrukturierungsmaßnahmen an. Der Unternehmensstandort im norditalienischen Gambarare di Mira wurde komplett geschlossen und ein Teil der dort wegfallenden Stellen an den Stammsitz in Haus im Wald verlagert. 2017 gab Zambelli die Dachmontage auf.

## Unternehmensstruktur
Die Zambelli-Gruppe ist eine Firmengruppe, die als Familienunternehmen geführt wird. Operativ ist sie in der Herstellung, im Vertrieb und im Einbau von Metallprodukten tätig und wird durch Andreas von Langsdorff und Josef Miggisch geleitet. Seit 2023 liegen alle Anteile bei Marietta Zambelli sowie ihren Kindern Florentina Zambelli und Constantin Zambelli.
2023 erwirtschaftete das Unternehmen einen Umsatz von 167,9 Mio. Euro und beschäftigte 1167 Mitarbeiter.

### Standorte
Die Firma Zambelli hat Tochterunternehmen mit Standorten in Deutschland, Tschechien, Ungarn und Rumänien. So werden neben dem Hauptstandort Grafenau im Ortsteil Haus im Wald werden des Weiteren Tochtergesellschaften in Stephansposching, Wegscheid, Budweis, Krumau, Sfântu Gheorghe und Györköny geführt.

### Tochterunternehmen und Geschäftsbereiche
Die Gruppe zählt Stand März 2023 sechs operative Firmen, die alle vollständige Tochterunternehmen der Zambelli Holding sind.
- Zambelli Fertigungs GmbH & Co. KG, Grafenau, Geschäftsbereich: Dachentwässerung
- Zambelli Rib-Roof GmbH & Co. KG (Eigenschreibweise: Zambelli RIB-ROOF), Stephansposching, Geschäftsbereich: Gebäudehülle
- Zambelli Metalltechnik GmbH & Co. KG, Wegscheid, Geschäftsbereiche: Metallbearbeitung, Heiztechnik
- Zambelli-Technik, spol. s r.o. (Eigenschreibweise: Zambelli-technik), mit Standort Krumau (Geschäftsbereiche: Heiztechnik und Metallbearbeitung) sowie Budweis (Geschäftsbereiche: Caravaning und Dachentwässerung)
- Zambelli Metal s.r.l. (Eigenschreibweise: Zambelli metal), Sfantu Gheorghe, Geschäftsbereiche: Metallbearbeitung, Caravaning, Heiztechnik
- Zambelli Colorferr Kft. (Eigenschreibweise: Zambelli COLORFERR), Györköny, Geschäftsbereich: Dachentwässerung[22]

## Auszeichnungen
- 1999: Ostbayerischen Technologiepreis OTTI für das große Engagement[23]
- 2004: Verleihung der Bayerischen Staatsmedaille für Verdienste um die Umwelt und die Gesundheit[23]
- 2011: Bayerns Best 50 Ehrung durch Martin Zeil in München[24]
- 2013: Auszeichnung in München mit dem Bayerischen Qualitätspreis[25]
- 2013: Cross Border Award durch die Wirtschaftskammern Oberösterreich und Südböhmen sowie der Industrie- und Handelskammer (IHK) Niederbayern[26]
- 2022: Bayerns Best 50 Ehrung durch Hubert Aiwanger in München[27]
- 2022: Urkunde in Gold durch den Bayerischen Staatsminister für Umwelt und Verbraucherschutz für über 25 Jahre Engagement im Umweltpakt Bayern[28]
- 2024: Focus Wachstumschampion 2025 Ehrung durch die Zeitschrift Focus in Kooperation mit Statista.[29]